# Borșcivska Turka, Sneatîn
Borșcivska Turka (în ucraineană Борщівська Турка) este un sat în comuna Borșciv din raionul Sneatîn, regiunea Ivano-Frankivsk, Ucraina.

## Demografie
Componența lingvistică a localității Borșcivska Turka
     Ucraineană (100%)
Conform recensământului din 2001, toată populația localității Borșcivska Turka era vorbitoare de ucraineană (100%).